# Mereb

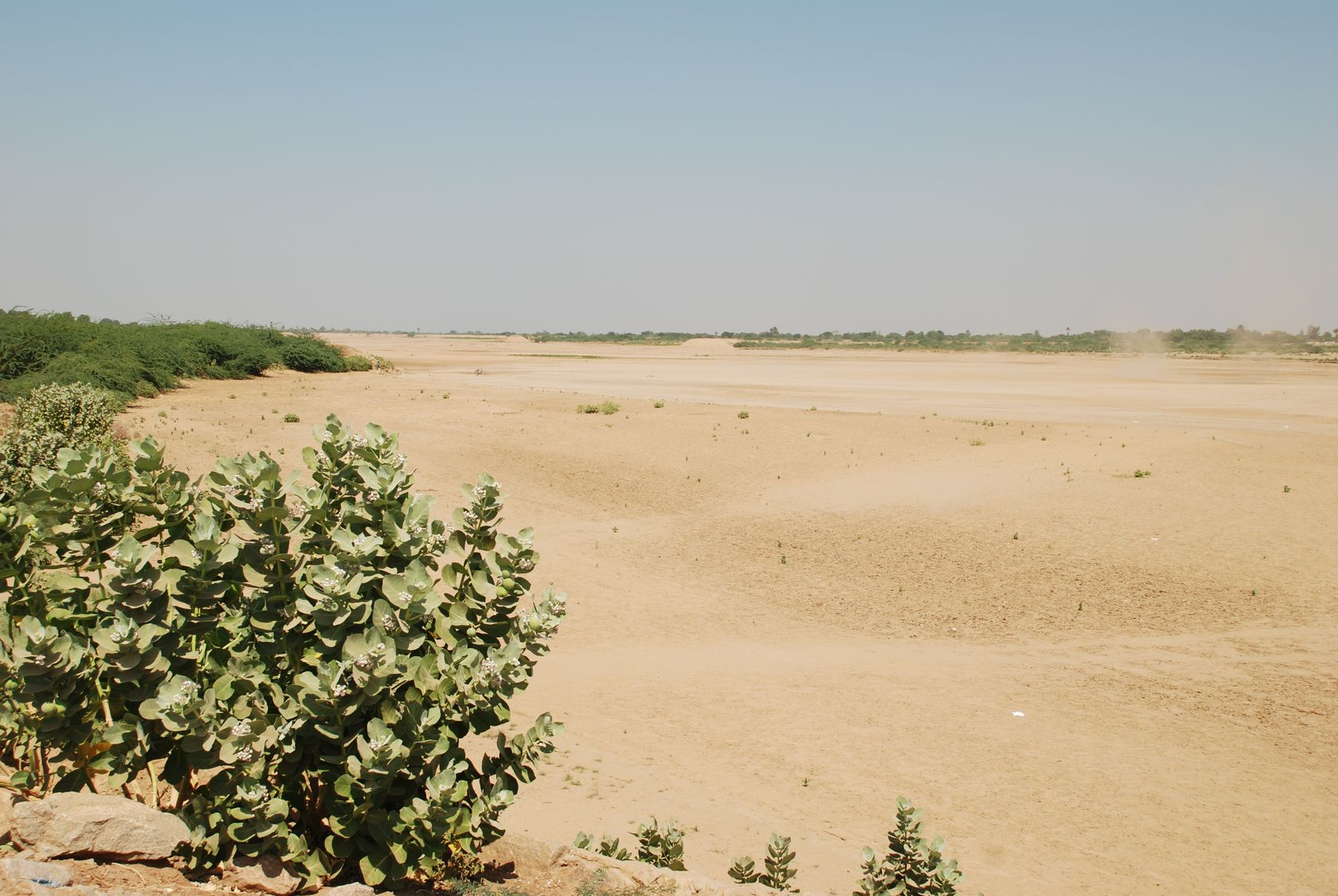
Mereb när floden är torr

Mereb, även Mareb, Gash, är en flod som börjar i Eritreas högland, strax söder om huvudstaden Asmara. I sin färd mot väst flyter den först söderut mot Etiopiens gräns och utgör de två ländernas naturliga gräns fram tills det att den inträder i västra Eritreas lågland och byter namn till Gash, från arabiskans Nahr al-Qash, och flyter vidare mot sitt slut i Sudans östra sandöken. 
Den var troligtvis ursprungligen en biflod till Nilen, men med tidens klimatförändringar når den inte längre fram innan den slutar i öknen.
Floden har endast vatten under regnsäsongen. Mareb har utgjort en naturlig gräns mellan Eritrea och Etiopien sedan medeltiden då Eritreas högland norr om floden Mareb och dess centrala kust, hette då Bahr Negash ("havets kung" eller "havets kungadöme" på tigrinska) medan landet söder om floden tillhörde andra riken och dynastier som resulterade ur Axumrikets sönderfall och splittring och som kom att bilda det enade Etiopien (Abessinien) i sinom tid. Etiopierna kallade även landet Bahr Negash för det oregerliga Mareb Mellash (på amhariska, det dominanta folket och språket i Abessinien och Etiopien) som betyder "bortom Marebfloden".